# Bertil Åberg
Gustav Bertil Åberg, född 12 oktober 1925 i Gustav Vasa församling i Stockholm, död 9 maj 1992 i Rö församling, var en svensk läkare och professor.
Bertil Åberg disputerade 1952 vid Karolinska Institutet. Han blev forskningschef på AB Kabi 1969. Han var bland annat en drivande kraft bakom Kabis utveckling av det syntetiska mänskliga tillväxthormonet Genotropin, som baserades på ett samarbete inom genteknik med amerikanska Genentech, och lanserades 1987.
Han tog tillsammans med Tomas Fischer initiativ till bildandet av Skandigen AB, senare Skanditek, i oktober 1983. Bolaget noterades på Stockholmsbörsens O-lista 1984 med Tomas Fischer var huvudägare.
Bertil Åberg invaldes 1971 som ledamot av Kungliga Ingenjörsvetenskapsakademien och blev 1983 ledamot av Kungliga Vetenskapsakademien. Han är begravd på Danderyds kyrkogård.